# Libar M. Fofana
Pour les articles homonymes, voir Fofana.
Libar M. Fofana, né en 1959 à Conakry, est un écrivain franco-guinéen d'expression française.

## Biographie
Parti de Guinée à l'âge de 17 ans, Libar Fofana habite en France depuis 1984. C'est après avoir subi un important traumatisme auditif, lors d'un concert de U2 en 1993 à Marseille, que Libar Fofana a réorienté sa vie vers l'écriture. Il publie son premier roman en 2004.
Il a obtenu en 2012 le prix Ouest-France/Étonnants Voyageurs, pour L’Étrange Rêve d’une femme inachevée.

## Œuvres
- Le Fils de l'arbre, Paris, Éditions Gallimard, coll. « Continent noir », 2004, 253 p.  (ISBN 2-07-073885-X)
- N'körö, Paris, Éditions Gallimard, coll. « Continent noir », 2005, 229 p.  (ISBN 2-07-077354-X)
- Le cri des feuilles qui meurent, Paris, Éditions Gallimard, coll. « Continent noir », 2007, 201 p.  (ISBN 978-2-07-078583-4)
- Le Diable dévot, Paris, Éditions Gallimard, coll. « Continent noir », 2009, 186 p.  (ISBN 978-2-07-012690-3)[3]
- L’Étrange Rêve d'une femme inachevée, Paris, Éditions Gallimard, coll. « Continent noir », 2012, 189 p.  (ISBN 978-2-07-013481-6)[4]

- prix Ouest France-Étonnants Voyageurs 2012
- Comme la nuit se fait lorsque le jour s’en va, Paris, Éditions Gallimard, coll. « Continent noir », 2016, p.  (ISBN 9782070178278)
- Un arc-en-ciel dans les ténèbres : roman. Paris, Gallimard, 2023.